# Birgitta Jónsdóttir
Birgitta Jónsdóttir, född den 17 april 1967, är en isländsk poet,  artist och politiker.
Jónsdóttir var alltingsledamot från april 2009 till oktober 2017. Hon representerade först Borgarahreyfingin (Medborgarrörelsen), ett parti som bildats efter finanskrisen, men sedan partiet ombildats i september 2009 anslöt hon till dess efterföljare Hreyfingin (Rörelsen). Hon var under 2012 med om att grunda det isländska Piratpartiet och blev 2013 alltingsledamot för dem. Hon lämnade Alltinget i samband med valet i oktober 2017, och i april 2018 lämnade hon Piratpartiet.
Jonsdottir var tidigare aktivist för WikiLeaks räkning. När WikiLeaks grundare Julian Assange vistades på Island under 2010 samarbetade Jónsdóttir med Wikileaks, främst med framtagningen av Collateral Murder-videon, och hon bidrog till lagförslaget Icelandic Modern Media Initiative som antogs samma år.